# Македонский вопрос

Географический регион Македония:
Северная Македония
Македония
Благоевградская область

Македо́нский вопро́с (макед. Македонско прашање) — противоречия, связанные с историческим наследством, территорией и населением исторической области Македония.
На современном этапе Македонский вопрос стоял остро и непосредственно касался трёх восточноевропейских государств: Болгарии, Северной Македонии и Греции. Отношения между двумя последними были крайне напряжёнными.

## История возникновения
Македонский вопрос берёт своё начало с Берлинского конгресса, на котором были пересмотрены результаты русско-турецкой войны 1877—1878 годов. Мир в Сан-Стефано, которым завершилась война, предусматривал создание автономного Болгарского княжества, в состав которого должны были войти Македония, кроме Салоник и полуострова Халкидики, Южная Фракия, Добруджа. Такое развитие событий вызвало протест у европейских государств, а также восстание греческого населения Македонии (Пиерийское восстание), не желавшего видеть себя в пределах болгарского государства. В июле 1878 года на Берлинском конгрессе Сан-Стефанский мир был пересмотрен, в результате чего территория Болгарии ограничивалась лишь областью между Дунаем и Старой Планиной, создавалась автономная область Восточная Румелия, а Македония и Фракия оставались в составе Османской империи.
Если греческое население и население Македонии, тяготеющее к Греции, а также македонские мусульмане положительно восприняли решения конгресса, то теперь уже болгарское население как в Болгарии, так и в Македонии было возмущено. В октябре 1878 года в Пиринской Македонии вспыхнуло Кресненско-Разложское восстание, которое к лету следующего года было подавлено. Тогда же была создана комиссия для выработки проекта предоставления Македонии самоуправления. Однако проект, разработанный комиссией, был султаном отвергнут, и вопрос предоставления автономии для области остался нерешённым.
Македонский вопрос стоит со времени окончательного распада Османской империи в конце XIX — начале XX веков.
В конце XIX века активизировались претензии балканских стран на македонские земли. Кроме Болгарии и Греции, которые давно считали Македонию своей исторической территорией, на политическую сцену вышла Сербия, заявившая, что македонские славяне — в действительности сербы. Позиция Греции состояла в том, что кроме греческого населения Македонии большая часть македонских славян, и прежде всего те, которые остались под юрисдикцией Константинопольского патриархата, — славянизированные греки.
В результате, в Македонии развернулась борьба между Болгарией, Грецией и Сербией за привлечение на свою сторону этнически невыраженного местного славянского населения, главным образом, путём создания параллельных систем образования и расширения сфер влияния национальных православных церквей. Если в первое время после образования Болгарского княжества из-за сопротивления османской власти и Константинопольского патриархата болгарское влияние в Македонии несколько уменьшилось, то в 1890-е годы в результате улучшения турецко-болгарских отношений в период правления Стефана Стамболова и греко-турецкой войны 1897 года болгарское национальное движение в Македонии вновь активизировалось. Число болгарских школ в 1900 году достигло 781, были построены болгарские гимназии в Салониках, Битоле и Скопье, созданы новые епархии Болгарского экзархата.
Тем не менее, греческое национальное движение также укрепило свои позиции: в 1900 году в Македонии насчитывалось уже 613 греческих школ, а четверть македонских славян сохраняло принадлежность к Константинопольскому патриархату. Параллельно возросло влияние албанского населения, одним из главных требований которого, согласно программе Призренской лиги 1878 года, стало объединение всех населённых албанцами земель, включая Западную Македонию, в единое автономное образование в составе империи.
Согласно данным переписи населения в 1895 году в Скопском санджаке, Битольском и Салоникском вилайетах проживало 2,5 миллиона человек, из которых 52 % составляли славяне, 22 % — турки, 10 % — греки, 5,5 % — албанцы, 3,5 % — арумыны и 3 % — евреи.
К концу XIX века относится возникновение идеи македонизма. Впервые с ней выступил, преследуя великосербские политические цели, сербский дипломат Стоян Новакович, который заявил в 1888 году, что славянское население Македонии образует отдельный македонский народ и не является ни болгарами, ни сербами. В 1903 году Крсте Петков Мисирков в своём труде «О македонской проблеме» обосновал существование особого македонского языка и признал наличие у македонцев собственных политических интересов. Идеи македонизма были поддержаны в Сербии, однако в самой Македонии не нашли широкого круга сторонников: большинство македонских славян, прежде всего культурная и политическая элита, к этому времени относила себя к болгарам. Тем не менее, "македонизм" продолжали проповедовать небольшие кружки македонских эмигрантов в других странах, в том числе в Российской империи (Славяно-македонское научное и литературное общество). Наконец, в 1904 году началась так называемая борьба за Македонию, длившаяся до 1908 года.

## Период Балканских войн
Македонский вопрос вышел на одно из важнейших мест в региональной и европейской политике с войной, начатой Балканским союзом осенью 1912 года под лозунгом освобождения Македонии от турецкого ига.
Балканский союз был создан летом 1912 года. Османская империя того времени пребывала в упадке, что в значительной степени проявилось в ходе итало-турецкой войны в октябре 1911 года и во время албанского восстания летом 1912 года. Такая ситуация стала мощным стимулом к объединению балканских стран с целью сбросить турецкий гнёт и реализовать свои геополитические задачи путём экспансии за счёт Турции. Отказ Оттоманской Порты выполнить требования союзников в проведении решительных реформ в Македонии стал предлогом к началу войны. 9 октября 1912 года начались военные действия.
Не более чем через месяц Турция потерпела сокрушительное поражение и запросила перемирия. Балканскому блоку удалось занять Македонию, Фракию и Албанию. Неожиданность победы пошатнула актуальность принципа status quo, укрепившегося в среде «великих держав» и побудила их разрешить македонский вопрос, державший в напряжении не только Балканы, но и всю Европу. В то же время стало очевидным, что балканские государства-победители не собираются воплощать в жизнь  лозунги о македонской автономии.
В такой ситуации, по словам министра иностранных дел России Сергея Сазонова, российская дипломатия, обеспокоенная изменением статуса Черноморских проливов, была полна решимости отдать балканским союзникам «для полюбовного раздела» завоёванную ими Македонию и дать им возможность шире воспользоваться плодами своих побед.
Во время второго раунда возобновившихся после государственного переворота в Турции лондонских мирных переговоров в апреле 1913 года обострились сербо-болгарские противоречия из-за территорий Македонии.
Сербия, которой удалось в ходе боевых действий занять гораздо бо́льшую часть македонской территории, чем ожидалось в начале войны, попросила Болгарию пересмотреть разграничение Македонии по союзному договору 1912 года и предоставить Сербии более значительные территориальные приобретения. Справедливость своих требований Сербия обосновывала бо́льшим, чем была обязана по союзническим договорам, вкладом в войну и необходимостью получить выход к Адриатическому морю, потерянный из-за образования автономной Албании. Болгария отказывалась идти на уступки. С Грецией у Болгарии возник спор по поводу принадлежности Салоник.
В результате переговоров в Лондоне был подписан мирный договор (30 мая 1913 года), по которому решение македонского вопроса возлагалось на Балканский союз. Османская Македония подлежала разделу между победителями.
Сербия и Греция объединились в союз против Болгарии для защиты своих приобретений на территории Османской Македонии уже на следующий день после подписания Лондонского перемирия. Страны договорились совместно вести войну против Болгарии в случае её нападения или угрозы нападения, а также согласовали свои границы в Македонии. Вскоре к ним присоединилась и Черногория. 30 июня 1913 года Болгария без объявления войны нанесла внезапный удар по союзникам. Началась Вторая Балканская война.
Однако уже в конце июля 1913 года Болгария потерпела поражение. На открывшейся 30 июля в Бухаресте мирной конференции были урегулированы взаимные претензии бывших союзников по балканскому блоку. 10 августа 1913 года был подписан Бухарестский мирный договор, по которому Болгария потеряла значительную часть недавно захваченных земель и обязалась отдать Румынии южную Добруджу. Сербия и Греция получили, согласно положениям договора, всю Македонию, кроме Пиринской части. Сербии отошла Вардарская Македония, а Греция получила Эгейскую Македонию с городами Салоники и Кавала.

## От югославской республики до Республики Македония
После окончания Первой мировой войны в 1918 году в балканском регионе появилось новое объединение народов — Королевство сербов, хорватов и словенцев; в 1929 году это название было изменено на «Королевство Югославия». Создание такого государства, далеко не однородного этнически, а также его поддержка в дальнейшем осуществлялись, в основном, усилиями французской дипломатии — сначала для создания барьера против расширения Австрии, а затем чтобы отвести немецкое влияние и проникновение.
2 августа 1944 г., в годовщину начала Илинденского восстания, антифашистским собранием по народному освобождению Македонии была провозглашена «Демократическая Македония». Это положило начало резкой антиболгарской пропаганде в крае и репрессиям против любых проявлений болгарского самосознания, а также и ущемлению сербов, что отразило политику КПЮ по борьбе с «сербским национализмом».

В конце Второй мировой войны в рамках реорганизации Югославии в Федеративную Народную Республику Югославию 30 января 1946 года было создано 6 народных республик, позже переименованных в социалистические республики: Социалистическая Республика Словения, Социалистическая Республика Хорватия, Социалистическая Республика Босния и Герцеговина, Социалистическая Республика Черногория, Социалистическая Республика Сербия и Социалистическая Республика Македония. Это разделение причинило существенный ущерб Сербии: в то время как Словения и Хорватия сохранили свою целостность, Сербию разделили на три региона: собственно Сербия, и формально входящие в её состав Воеводина и Косово. 

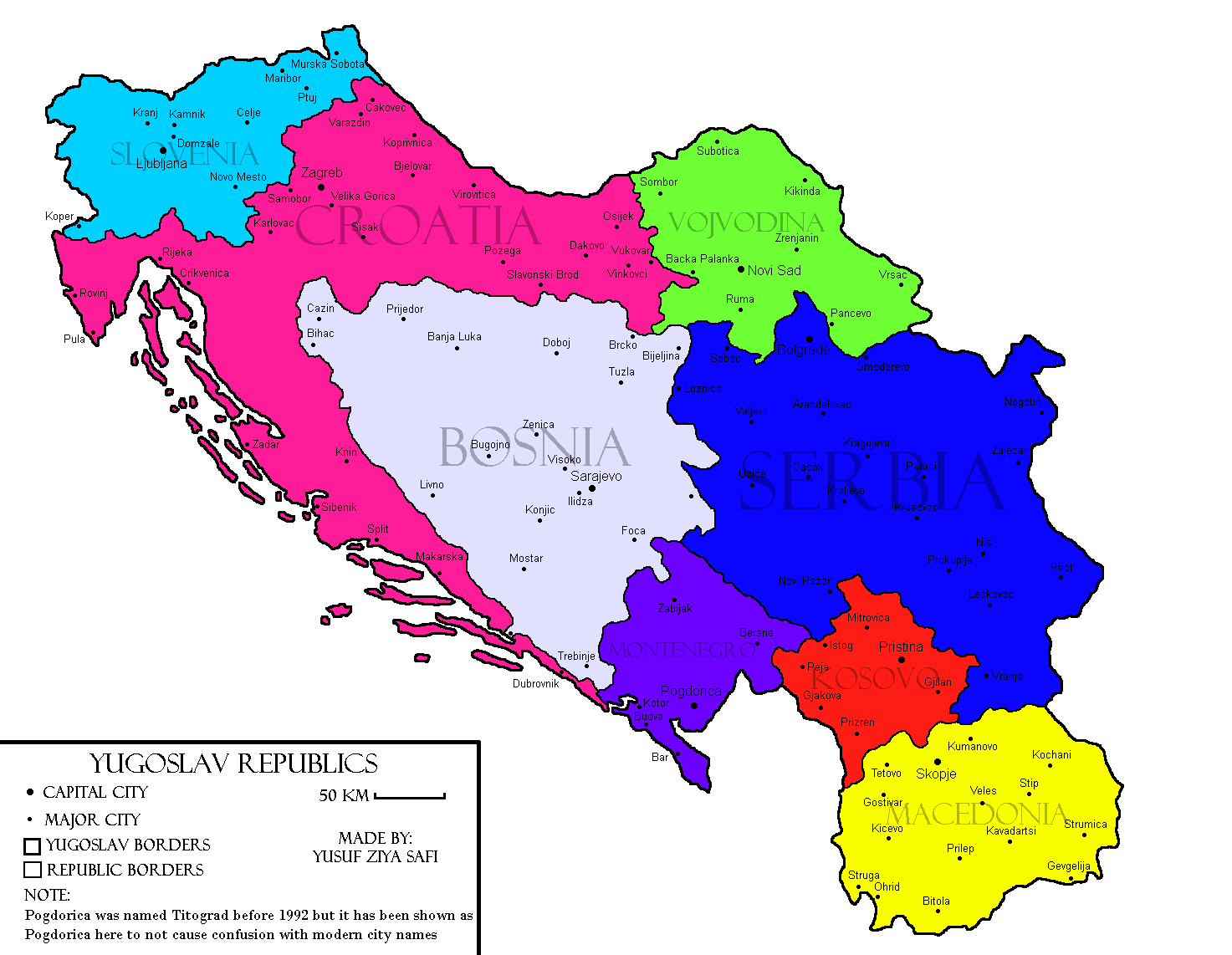
На данном изображении показана карта Югославии

 Таким образом её территория значительно уменьшилась. Некоторые историки даже склоняются к мнению о своеобразной мести маршала Иосипа Броз Тито, хорвата по национальности, Сербии, которая всегда доминировала в регионе.
При образовании Социалистической Республики Македонии, которая охватывала 10,5 % от общей площади Югославии и имела население около 2 млн человек, югославское правительство преследовало две цели: укрепление Южной Югославии и ослабление любого болгарского влияния или территориальных претензий на этот регион — поскольку болгарское присутствие в этом районе было достаточно сильным, и проболгарские тенденции были сильны, а также присоединение в дальнейшем Македонии в целом. Впрочем Христо Татарчев, председатель Центрального комитета Внутренней македонской революционной организации (ВМРО), написал в своих воспоминаниях (София, 1928): «Мы думали, что позже автономная Македония сможет присоединиться легче к Болгарии, или, если это невозможно, она должна стать объединяющим звеном в федерации балканских народов».
После Второй мировой войны Сталин стремился создать федерацию балканских государств в более широком формате, даже с участием Греции, чтобы обеспечить себе доступ к Эгейскому морю — федерацию, над которой Советский Союз должен был бы иметь полный контроль. Поскольку Македония была камнем преткновения и источником столкновений между Югославией и Болгарией, он попытался (через план Сталина — Тито — Димитрова) использовать Македонию как связующее звено, путём отделения её от обеих стран. Однако после раскола между Тито и Советским Союзом в 1948 году югославский лидер обратил план Сталина в свою пользу, ликвидировав претензии Болгарии на эту территорию.
Так югославская республика Македония, образованная в 1946 году, заняла территорию регионов, ранее именуемых Южная Сербия или Вардарская Бановина. Начиная с 1946 года югославы стали называть этот регион «Вардарская Македония», по образцу греческой, а именно Эгейской Македонии, а также небольшой македонской территории, отошедшей Болгарии — Пиринской Македонии.
Югославские, а позднее и македонские политики желали не только создания территориальной республики, но и придания ей национального характера, что является определяющим для оформления государственности. Поскольку основными характеристиками нации является «общая родина», политическая организация, национальный язык, религиозное и культурное наследие. Последнее означает существование общего прошлого, общего культурно-исторического сознания. Для этого они совершили несколько шагов:
- Государственная организация. Все государственные органы и структуры получили название македонских, без каких-либо других уточнений (как, например, «Бывший Югославский»): Македонское правительство, Македонский парламент и т. д.
- Язык. Югославская конституция признала местный диалект как официальный язык, получивший название македонского, который отныне должен был считаться равным сербскохорватскому и словенскому языкам[13]. Отныне на македонском преподавались все предметы в средней и высшей школе.
- Независимая церковь. Хотя коммунистическая идеология отвергала религию, религиозные чувства были глубоко укоренены среди жителей района, а церковь тесно связана с их историческими традициями. По этой причине было решено создать Автокефальную Македонскую православную церковь (1964). Вмешательством коммунистов её резиденция была установлена в Охриде, несмотря на резко отрицательную реакцию Сербского патриарха. Этот акт — нарушение канонического права Православной Церкви — был осуществлён в целях укрепления автономии Македонии.
- Отдельная нация и гражданство. В целях политической консолидации общества было важным распространение идеи «македонского национального сознания». В Скопье был учреждён Институт национальной истории, колоссальные силы учёных были брошены на исследование исторического прошлого и его нового толкования. Впрочем, нередки были случаи переписывания и фабрикации национальной истории. 
 Главной целью считалось отделить нацию от болгар и сербов, чтобы убедить македонцев, что они принадлежат к отдельному славянскому народу. Поэтому история региона, а также язык должны быть «очищены» от всех болгарских и сербских элементов. Болгарские и сербские исторические события, персоналии и даже интеллектуальное наследие подверглись массовому переименованию в «македонские»[прим 4][14]. 
 Другим первоочередным заданием предусматривалось нивелировать греческий характер исторической Македонии. Эта цель достигалась минимизацией греческого присутствия в регионе, а также новым толкованием роли греков, в частности, культурного и интеллектуального вклада эллинизма, влияния греческого духовенства и греческих школ.

## Современный этап

### Отношения между Республикой Македонией и Грецией

Флаг Республики Македонии в период 1991—1995 годов

Флаг Греческой Македонии с изображением Вергинской звезды

8 сентября 1991 года на общегосударственном референдуме македонцы поддержали решение о независимости Республики Македонии от Югославии.
Полной неожиданностью стало то, что первой независимую Республику Македонию признала Болгария (5 января 1992 года). Следующими были Турция, Словения, Россия, США и другие страны. Однако с немедленной нотой протеста выступила Греция: она отмечала недопустимость территориальных претензий, использование в названии суверенного европейского государства эллинского названия, а также эллинской символики (Вергинской звезды — символ македонских царей на государственном флаге). При этом официальная Греция указала на противоречивость положений в Конституции Республики Македонии, которая, в частности, декларировала: «Республика заботится о статусе и правах людей, принадлежащих к народу Македонии и проживающих в соседних государствах…». В столице Греческой Македонии городе Салоники в 1992 году состоялась демонстрация против использования имени Македония в названии республики, в которой приняло участие более миллиона греческих македонян. Тогдашний премьер-министр Константинос Мицотакис писал: «Меня с самого начала беспокоило не столько само название. Мы не должны были допустить создания второй проблемы с нацменьшинствами в греческой Македонии после первой — с туркоговорящими греками Восточной Фракии. Моей главной целью было убедить Республику Македонию заявить, что в Греции нет славянского македонского этнического меньшинства. В этом заключалось наше базовое противоречие со Скопье». Президент Греции Константинос Караманлис лаконично выразил позицию Греции так:
Есть лишь одна Македония, и она — греческая.
В конце концов в 1993 году ООН признала независимость государства под названием «Бывшая Югославская Республика Македония». После этого большинство стран и международных организаций, даже неполитических, также приняли это компромиссное название за официальное. Впрочем, некоторые страны, среди которых и США, продолжали использовать название Республика Македония. Зато Греции предложено использовать название «Республика Македония — Скопье», в то время как другие страны, которые признали республику, именовали бы её «Республика Македония». Греция отклонила это предложение, считая, что употребление имени Македония в географическом контексте (например, Северная или Верхняя Македония) само по себе является компромиссом, поскольку ни с исторической, ни с географической, ни с лингвистической точек зрения это государство Македонией не является. Но когда новое имя этого государства будет согласовано, то это имя будет использоваться не только в отношениях между двумя государствами, но и во всех международных организациях и инстанциях. Спор о названии продолжался под эгидой ООН. Датой устранения разногласий назывался 2008 год, когда Республика Македония должна была бы официально вступить в НАТО, приурочив это к 60-летию альянса летом 2009 года.

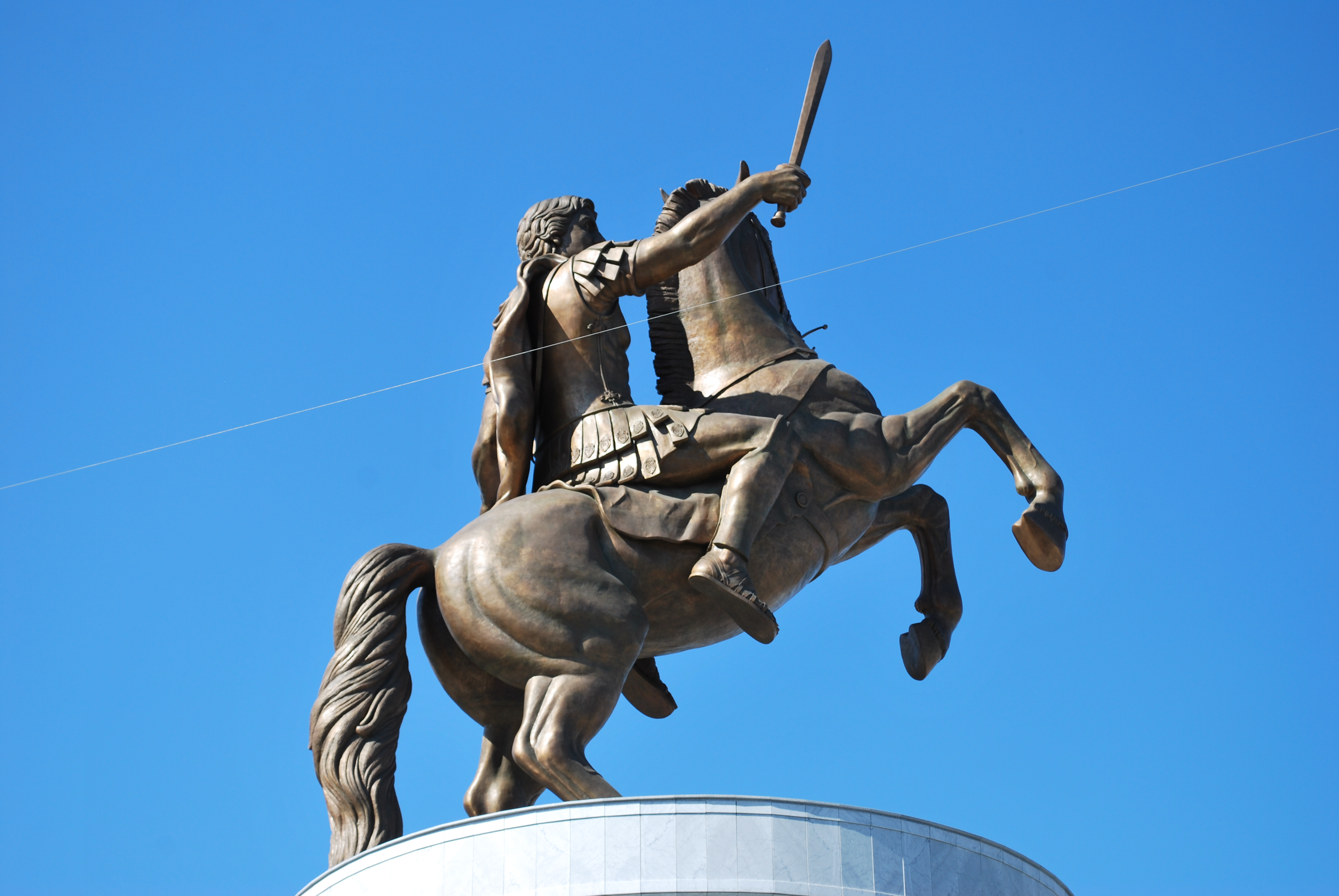
По мнению историков Северной Македонии, современные македонцы состоят в этническом родстве с Александром Македонским, который в современной Северной Македонии возведён в культ

Несмотря на то, что переговоры по поводу конфликта именования возобновились между Грецией и Республикой Македонией в 2008 году, а международный посредник Мэтью Нимиц ещё в феврале 2008 года передал главам государств своё предложение, 23 декабря 2009 года Президент Греции Каролос Папульяс ответил отказом на официальное приглашение президента Республики Македонии Георге Иванова до тех пор, пока не будет урегулирован вопрос названия Бывшей Югославской Республики. Греция уже не возражала против использования слова Македония, в частности «Верхняя Македония», «Новая Македония», «Северная Македония», как компромисса, считая, однако, более приемлемыми названия «Республика Скопье» или «Вардарская Республика». Однако и Республика Македония тоже ожидала более приемлемого предложения от ООН. Пока шёл спор, Греция блокировала международную деятельность Республики Македонии. С конца 2005 года Македония — официальный кандидат на вступление в Европейский союз, но её приём был отложен. В 2008 году Греция наложила вето и на включение страны в НАТО. В свою очередь Республика Македония пожаловалась на Грецию в Гаагский международный суд за нарушение соглашения 1995 года, по которому нельзя препятствовать её членству в международных организациях, если Республика Македония использует название Бывшей Югославской Республики Македонии.
Значительно большую обеспокоенность в Греции вызывает национальная история Республики Македонии, предложенная историками Скопье, хотя последние до сих пор не привели убедительных исторических свидетельств появления, расселения и развития городов македонцев-славян в регионе. С другой стороны, история Древней Македонии и деятельность Александра Македонского составляют основное препятствие пропаганде бывшей югославской республики, поскольку являются исторически правдивыми и широко известными (см. Эллинское происхождение древних македонцев). Впрочем, историки бывшей югославской республики ставят под сомнение и греческий характер Древней Македонии. Так, они заявили, что древние македонцы были не греками, а иллирийскими племенами; цари их также не были греками, а лишь филэллинами. Позже правящий класс сложился греческим, соглашаются они, однако народ оставался македонским, то есть иллирийским, а не греческим. Александр Македонский также не был греком, и он не распространял греческую культуру, а только «имя Македонии». В период диадохов началась постепенная эллинизация македонского народа, поскольку теперь греки составляли слои рабов и наёмных военных (в столице Республики Македонии именем Александра Великого был назван аэропорт, который сегодня, после соглашения с Грецией, переименован в аэропорт Скопье, а на улице Македонии — центральной улице города — была установлена статуя Александру, проект оценивается в 7 млн евро). Осознавая нарушение условий Промежуточного договора с Грецией, как то: неиспользование греческих исторических символов и провокационный характер этой акции, власти Скопье официально именовали эту статую «Всадник на коне». Непреодолимым контраргументом с греческой стороны в этом вопросе являются надписи на древнегреческом языке на гробнице македонского царя Филиппа II Македонского, которая была найдена в столице Древней Македонии Вергине. Также монеты македонских царей, начиная от Александра Македонского, содержат надписи на древнегреческом языке.
Международный суд ООН принял решение по иску Республики Македонии против Греции по поводу блокирования вступления в НАТО. Суд постановил, что Греция нарушила свои обязательства по двухсторонним договоренностям, заключённым с Республикой Македонией в 1995 году.

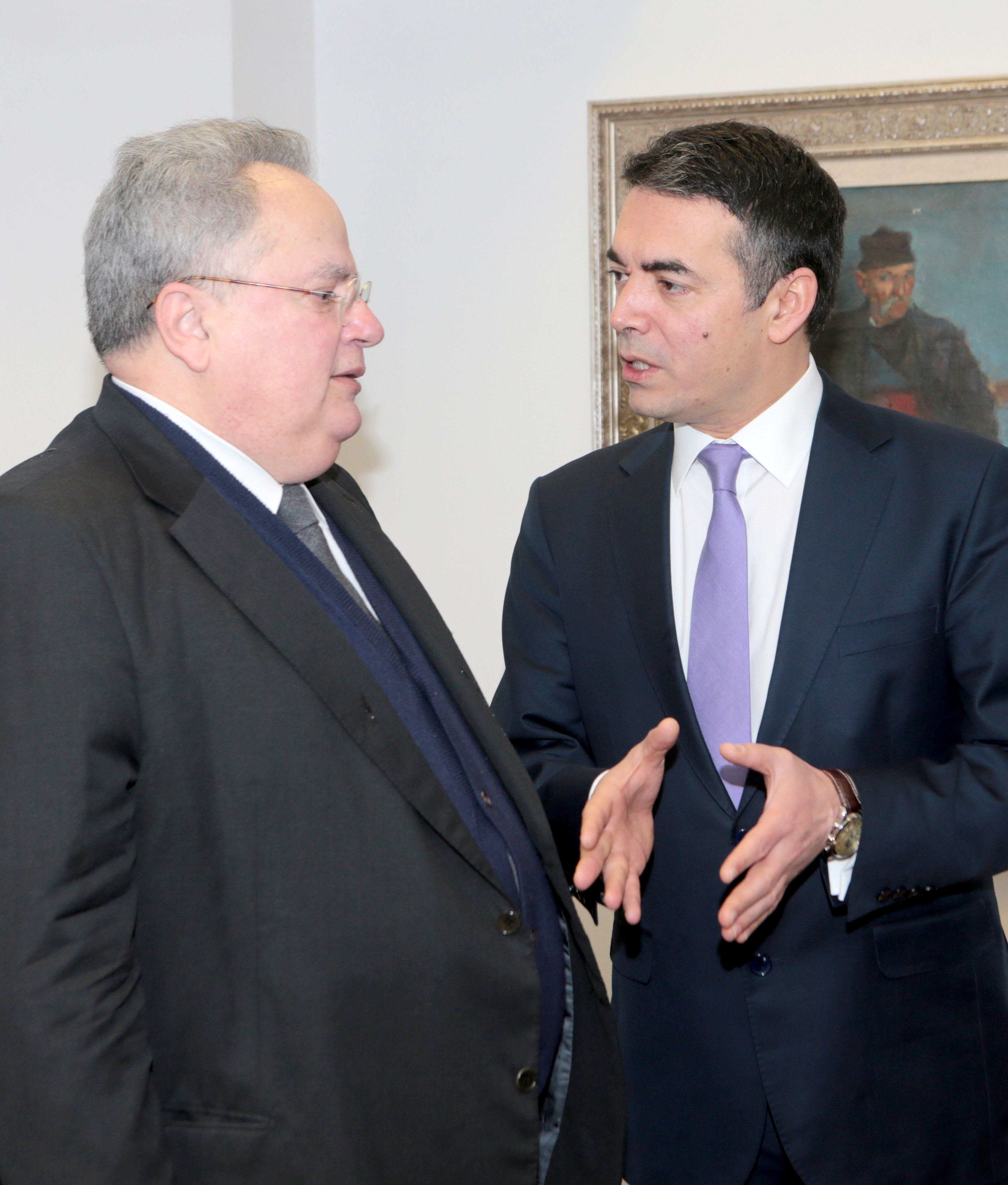
Никос Кодзиас и Никола Димитров

В октябре 2013 года греческая дипломатия предложила новому государству именоваться «Славяно-албанская Македония».
17 июня 2018 года министры иностранных дел Греции и Македонии Никос Кодзиас и Никола Димитров подписали соглашение об изменении названия страны на «Республика Северная Македония» (макед. Република Северна Македонија).

### План конфедерации с Грецией 1992 года

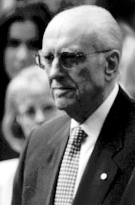
Андреас Папандреу, ПМ Греции в 1992 году

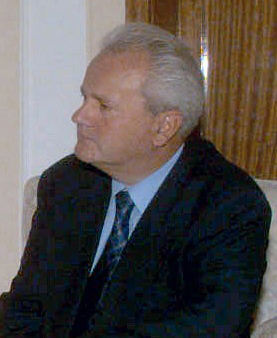
Слободан Милошевич, президент ФР Югославии

Продолжая традиционные сербо-греческие отношения, в 1992 году президент Югославии Слободан Милошевич предложил создать государство сербов и греков. Согласно этому предложению, Греция, Сербия и Бывшая югославская Республика Македония должны были бы стать членами трёхсторонней конфедерации. В 1994 году Милошевич попросил греческого премьер-министра А. Папандреу ускорить рассмотрение предложения о конфедерации Афины — Белград — Скопье. Папандреу охарактеризовал идею как «пионерское, интересное предложение», но отметил, что оно ещё не рассмотрено. Лидер основной оппозиционной партии Новой демократии Эверт Мильтиадис, который также встретился с Милошевичем, сказал, что все балканские страны вместо этого должны вступить в Европейский союз.Будущий премьер Греции Антонис Самарас, который на тот момент был лидером партии Весны, отметил, что предложение «интересное, но должно быть внимательно рассмотрено». Это предложение не получило значительной поддержки греческого правительства в основном по причине нестабильной ситуации в Югославии того времени.
Позиция Бывшей югославской Республики Македонии относительно трёхсторонней конфедерации была широко поддержана политиками и интеллектуалами. Сразу после повторного призыва Милошевича о конфедерации между Грецией, Сербией и Бывшей югославской Республикой Македонией президент Киро Глигоров счёл предложение «сегодняшней утопией, но осуществимым в будущем проектом». В 2001 году Киро Глигоров отметил широкую поддержку предложения среди этнических славо-македонских интеллектуалов: «Это началось, когда Югославия начала разваливаться, когда интеллектуалы и политики собирались, чтобы обсудить перспективы для нашей страны. Нашей общей позицией было то, что конфедерация с Грецией была наилучшим решением». Новеллист Анте Поповски в интервью французской газете Libération 27 марта 2001 года заявлял: «Я поддержал идею конфедерации с Грецией. Мы не рискуем потерять нашу идентичность, поскольку наш язык исключительно отличается от греческого, в то время как он схож с языками двух других наших соседей, сербов и болгар».

### Отношения между Республикой Македония и Болгарией
Двусторонние отношения между Республикой Македонией и Болгарией строятся на основе совместной Декларации от 22 февраля 1999 года. При этом Болгария продолжает считать государственный язык Республики Македонии диалектом болгарского и ожидает от властей этой республики прекращения агрессивных шагов и дезинформации по отношению к болгарской истории. Болгария настаивает на том, что македонцы — это этнографическая группа болгар, которую югославские власти объявили отдельным народом, а современный македонский язык — это группа западноболгарских диалектов, на основе которой только в середине XX века была искусственно создана литературная норма. Македония, со своей стороны, утверждает, что македонцы издревле существовали как отдельный народ с отдельным языком, что уже язык святых Кирилла и Мефодия является в сущности старомакедонским и, соответственно, кириллица является македонской письменностью, а отрицающие это отказывают Македонии в праве на национальное и государственное бытие.
Болгария предложила подписать договор (на основе этой Декларации) для обеспечения добрососедских отношений между двумя странами, чтобы сделать возможной болгарскую поддержку в вопросе присоединения Республики Македонии к Европейскому союзу.

## Комментарии
1. ↑  Академик Петербургской Академии наук А. Н. Пыпин считал, что присоединение Македонии к Болгарии есть «капитальный национально-политический вопрос». См. Аксенова Е. П. А. Н. Пыпин как историк и теоретик славянского возрождения // Славянский альманах. — 2004. Архивировано 7 апреля 2022 года.
2. ↑  После распределения в 1946 году доля территории Сербии в составе Югославии составила 34,5 %, однако в межвоенный период она достигала 60 %.
3. ↑  Название «Вардарская Бановина» — результат реформы 1931 года по новой Югославской Конституции. В то время старые названия и административные единицы были отменены, и одновременно было образовано Королевство Югославия, в которое вошли 9 бановин, то есть регионов. Название «Вардарская бановина» было образовано от названия реки. Таким образом, новая Конституция пыталась искоренить местничество и старое деление на этнические группы и одновременно уничтожить внутренние границы.
4. ↑  В качестве примера можно привести сборник Константина и Дмитрия Миладинов «Болгарские народные песни», изданный в 1861 году в Загребе. Книга была переиздана в Скопье, однако под названием «Македонские народные песни».
5. ↑  В частности, МОК в качестве официального названия использует Архивная копия от 6 октября 2010 на Wayback Machine «Бывшая Югославская Республика Македония»